# Familia del cobre
-La familia del cobre o vulgarmente conocidos como metales de acuñación se componen de todos los integrantes del Grupo 11 de la tabla periódica (antiguamente I B):
- Cobre (Cu)
- Plata (Ag)
- Oro (Au)
- Roentgenio (Rg)

Todos los elementos de este grupo tienen comportamientos físico-químicos representativos del nombre que los representa.
En este caso es el Cobre.
El cobre es un elemento perteneciente al grupo de metales de transición y su aspecto es metálico, rojizo. El número atómico del cobre es el 29 y su símbolo químico es Cu.
La plata es un elemento perteneciente al grupo de metales de transición y su aspecto es plateado. El número atómico del plata es el 47 y su símbolo químico es Ag.
El oro es un elemento perteneciente al grupo de metales de transición y su aspecto es amarillo metálico. El número atómico del oro es el 79 y su símbolo químico es Au.
- Datos: Q5855791